# Априлово (Софійська область)
Апри́лово (болг. Априлово) — село в Софійській області Болгарії. Входить до складу общини Горішня Малина.

## Населення
За даними перепису населення 2011 року у селі проживали 1047 осіб.
Національний склад населення села:
| Національність   | Кількість осіб | Відсоток |
| ---------------- | -------------- | -------- |
| болгари          | 915            | 90,9%    |
| цигани           | 80             | 7,9%     |
| турки            | 3              | 0,3%     |
| інша             | 4              | 0,4%     |
| не визначились   | 5              | 0,5%     |
| Всього відповіли | 1007           |          |

Розподіл населення за віком у 2011 році:
Динаміка населення: